# Pijptransport

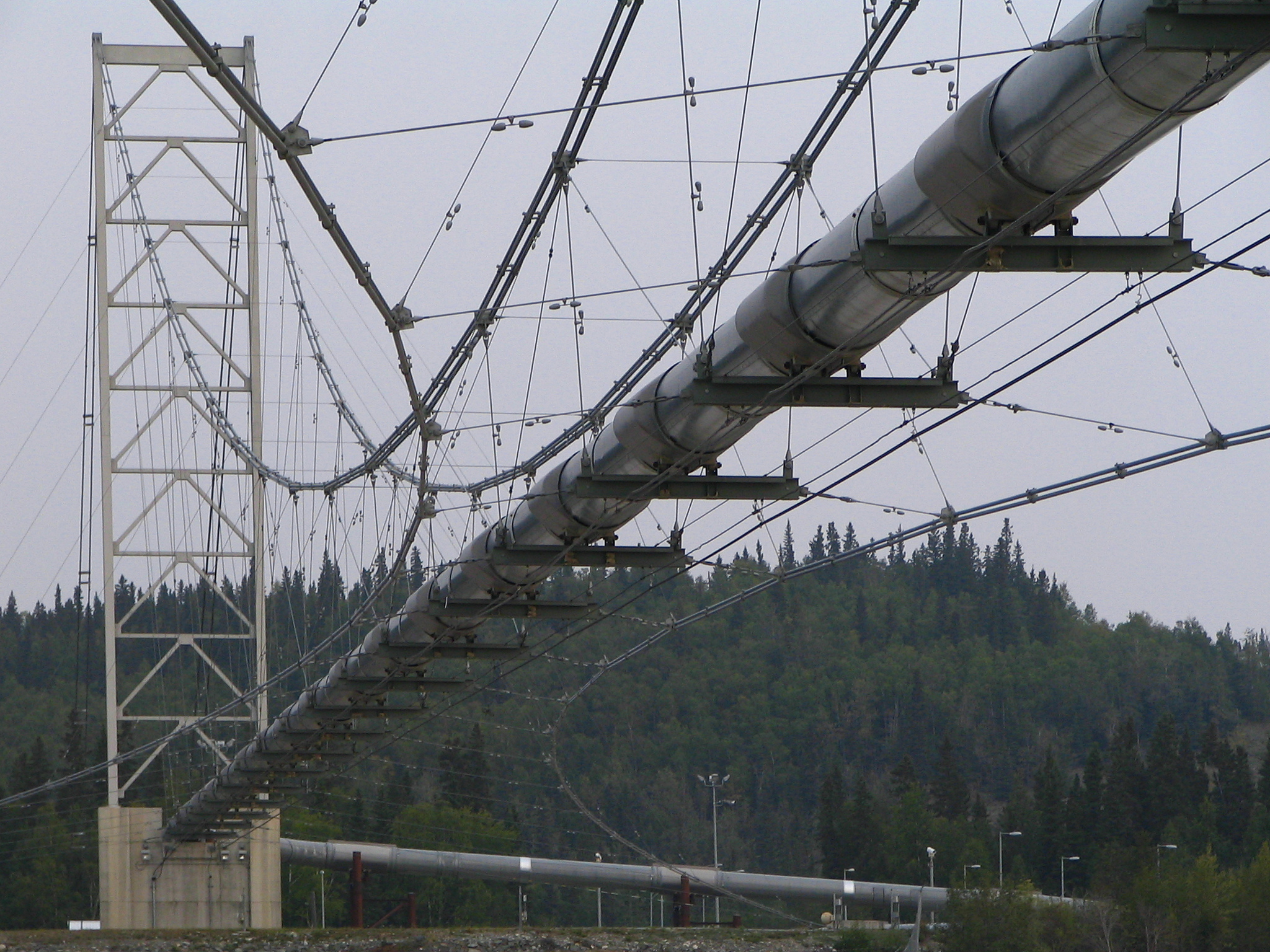
Pijpleiding in Alaska

Pijptransport, buistransport of buisleidingtransport is een vorm van transport via holle geleiders die boven, op of onder de grond, of op de zeebodem liggen. Met buisleidingen of pijpleidingen kunnen stoffen in vloeibare, gasvormige of vaste vorm worden getransporteerd. Ook het rioleringssysteem is een vorm van buisleidingtransport. Bij vloeibare en vaste stoffen wordt vaak gesproken van een pijpleiding terwijl men bij gasvormige stoffen spreekt van een buisleiding. Het netwerk van leidingen wordt dan vaak weer een buizennet genoemd. Ook wil het gebruikte materiaal en diameter nog weleens bepalen of iets een buis of pijp wordt genoemd.
Een voorbeeld van het transport van vaste stoffen in pijpleidingen is het transport van zand voor het opspuiten van land. Ook buizenpost zou men hier als voorbeeld kunnen aanhalen.

## Voordelen van pijptransport
Transport via pijpleidingen is een veilige, milieubewuste en duurzame vorm van transport. Het heeft als belangrijk voordeel de afwezigheid van lege retourritten wat bij het transport op de weg, in de lucht, over water of per spoor kan optreden. Pijpleidingen veroorzaken verder geen geluidsoverlast of luchtvervuiling en de kans op ongevallen is klein. Veel leidingen liggen ondergronds en daardoor kan het land nog, zij het met beperkingen, voor andere doeleinden gebruikt worden.

## Capaciteit
De capaciteit van een leiding is afhankelijk van, onder andere, de volgende zaken:
- het terrein waarover de leiding ligt (vlak of bergachtig);
- de aard van het te vervoeren product (gasvormig, vloeibaar of vast);
- de diameter van de leiding en
- de capaciteit van de pompen die het product voortstuwen.

## Olie- en gaspijpleidingen
Olie en gas zijn, naast water, de belangrijkste producten die door pijpleidingen worden vervoerd. Wereldwijd worden leidingen gebruikt zoals uit de onderstaande voorbeelden blijkt:
- Droezjba-pijpleiding is de langste oliepijpleiding ter wereld van Samara (Rusland) naar Mozir (Wit-Rusland), waar deze wordt gesplitst in een zuidelijke naar Hongarije en een noordelijke naar Duitsland (in gebruik sinds 1964, capaciteit wordt momenteel vergroot en stelsel wordt mogelijk verder uitgebreid).
- De Trans-Alaska-pijpleiding die de olievelden van Prudhoe Bay in het uiterste noorden verbindt met de havenstad Valdez aan de zuidkust van Alaska (in gebruik sinds 1977).
- Trans-mediterrane gaspijpleiding van Algerije via Tunesië en Sicilië naar Noord-Italië (in gebruik sinds 1983).
- NOGAT-pijpleiding is een pijpleiding die diverse gasvelden in het noordelijk deel van het Nederlands Continentaal Plat in de Noordzee verbindt met de gasbehandelingsinstallatie in Den Helder (Nederland) (in gebruik sinds 1992).
- Jamal-Europa-pijpleiding voor gastransport van West-Siberië (in de toekomst ook het schiereiland Jamal) naar Europa door Wit-Rusland (in gebruik sinds 1997).
- Bakoe-Tbilisi-Ceyhan-pijpleiding voor transport van olie van de Kaspische Zee naar de Middellandse Zee (in gebruik sinds mei 2006).
- BBL-pijpleiding voor gas transport tussen Bacton (Engeland) en Balgzand bij Den Helder (in gebruik sinds december 2006).
- Nord Stream gaspijpleidingen van Rusland naar Duitsland door de Oostzee (Nord Stream 1, twee pijpleidingen in gebruik sinds november 2011 en oktober 2012).
- Turkish Stream of TurkStream is een aardgaspijpleiding van Rusland naar Turkije via de Zwarte Zee (in gebruik sinds januari 2020).
- EastMed-pijpleiding is een toekomstige pijpleiding voor gastransport tussen de energievoorraden in het oostelijk Middellandse Zeegebied naar het Griekse vasteland via Cyprus en Kreta (verwachte ingebruikname 2027).
- Trans-Afghanistan-pijpleiding (Toerkmenistan–Afghanistan–Pakistan–India pijpleiding) voor gastransport van het Galkynysh gasveld in Turkmenistan via Afghanistan en Pakistan naar India. (in aanleg, verwachte einddatum onbekend)

## Leidingen in Nederland en België
Als een Nederlands unicum bestond er van Ameland naar het vasteland van Friesland een melkpijpleiding. Hierdoor werd vanaf 1978 dagelijks 30 000 liter melk getransporteerd. Deze melkleiding werd in 1995 wegens afgenomen gebruik en om hygiënische redenen buiten gebruik gesteld. Ze begon in 2000 een tweede leven als doorvoerbuis voor een glasvezelkabel.
De Nederlandse buisleidingenstraat verbindt de havens van Rotterdam, Moerdijk, Zeeland en Antwerpen met elkaar en geeft indirect toegang tot andere Europese steden.
Rotterdam-Rijn Pijpleiding Maatschappij, kortweg RRP, vervoert ruwe olie en olieproducten via een pijpleiding van Rotterdam Europoort naar Venlo. Vanuit hier wordt de olie vervoerd naar raffinaderijen in het Rijn-Ruhrgebied in Duitsland.
Verder is er een pijpleiding voor olieproducten van Arcen (bij Venlo) naar Noorbeek bij de Belgische grens, de zogenaamde GG10-leiding (10 inch). Deze is in bezit van de Defensie Pijpleidingen Organisatie en wordt in 2013 verkocht.
Petrochemical Pipeline Services (PPS) beheert verschillende pijpleidingen van en naar Chemelot in Sittard-Geleen, te weten PRB (Pijpleiding Rotterdam - Beek) en PALL (Pijpleiding Antwerpen - Limburg - Luik) voor vloeibare koolwaterstoffen (bijvoorbeeld nafta en gascondensaat), ARG (Aethylen-Rohrleitungs-Gesellschaft) van Antwerpen via Chemelot naar Keulen en het Ruhrgebied voor etheen, en een pijpleiding tussen Tessenderlo en Chemelot voor vinylchloride. Ook beheert PPS enkele Belgische binnenlandse pijpleidingen.
De Defensie Pijpleiding Organisatie en Belgian Pipeline Organisation beheren voor respectievelijk Nederland, België en Luxemburg hun deel van het Central Europe Pipeline System. Dit netwerk van zo'n 5.300 kilometer aan pijpleiding transporteert brandstoffen voor militaire en civiele klanten in vijf Europese landen.

## Leidingen in Rusland
De eerste oliepijpleiding werd aangelegd in 1878 nabij Bakoe. De eerste belangrijke gasleiding was die tussen Saratov en Moskou in 1946.
Het Russische bedrijf Transneft heeft het grootste pijpleidingennetwerk ter wereld onder beheer met in 2006 48 708 kilometer aan oliepijpleidingen. De belangrijkste oliepijpleidingnetwerken zijn het Baltisch Pijpleidingsysteem (I), de Droezjba-pijpleiding, het Kaspisch Pijpleidingenconsortium, de Bakoe-Novorossiejsk-oliepijpleiding en de Grozny-Toeapse-oliepijpleiding en de belangrijkste die momenteel worden aangelegd zijn de oostelijke oliepijpleiding, Baltisch Pijpleidingsysteem (II) en de Moermansk-oliepijpleiding. De belangrijkste gasleidingen zijn Gaspijpleiding Oerengoj-Pomary-Oezjgorod, Jamal-Europa-pijpleiding en Blauwe Stroom en de belangrijkste in aanleg zijn de Noord-Europese Gasleiding (Nord Stream), South Stream en Altaj-pijpleiding.

## Onderzeese pijpleidingen

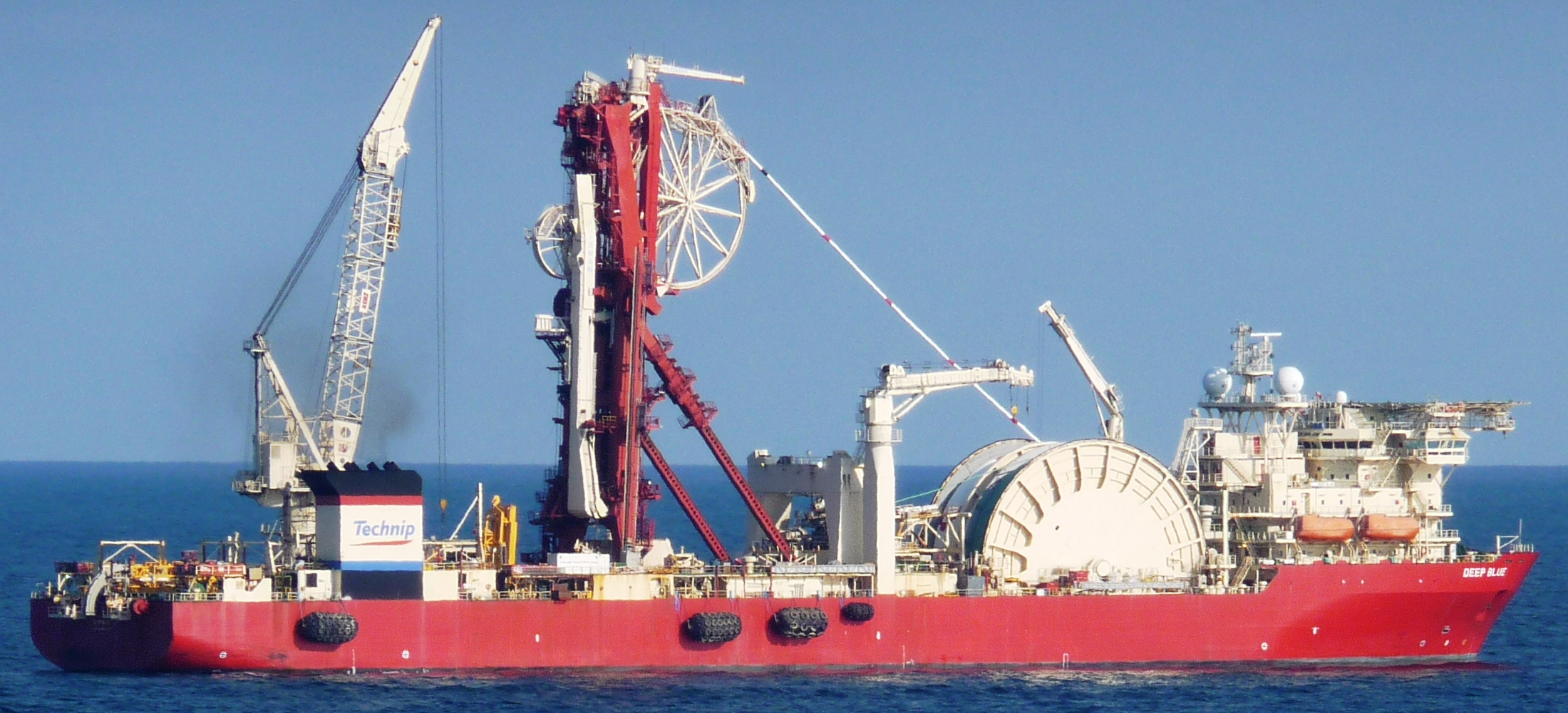
De Deep Blue van Technip. Dit schip kan pijp leggen vanaf een reel via de J-lay-methode.

## Waterstofpijpleidingvervoer
Waterstofpijpleidingvervoer is het transport van waterstof door een pijp, als onderdeel van de waterstofinfrastructuur. Waterstofpijpvervoer wordt gebruikt voor het aansluiten van de plaats van waterstofproductie of leveringspunt met de punt van vraag, met transportkosten vergelijkbaar met die van CNG, de technologie is bewezen. De meeste waterstof wordt geproduceerd op de plaats van de vraag met om de 50 à 100 mijl (160 km) een industriële productiefaciliteit. De 1938 - Rijn-Ruhr 240 km waterstofpijpleiding is nog in werking. Vanaf 2004 zijn er 900 mijl (1450 km) van lagedrukwaterstofpijpleidingen in de VS en 930 mijl (1500 km) in Europa.